# 波勒德 (堪薩斯州)
波勒德（英語：Pollard）是位於美國堪薩斯州賴斯縣的一個非建制地區。

## 地理
波勒德所處的海拔為高於海平面529米（即1739英呎），而該地所採用的時區為UTC-6，即北美中部時區（CST）。同時該地設有夏令時間，為UTC-6調快一小時，即UTC-5（CDT）。